# 都匀铁角蕨
都匀铁角蕨（学名：Asplenium toramanum），为铁角蕨科铁角蕨属下的一个植物种。